# Speculazione bellica

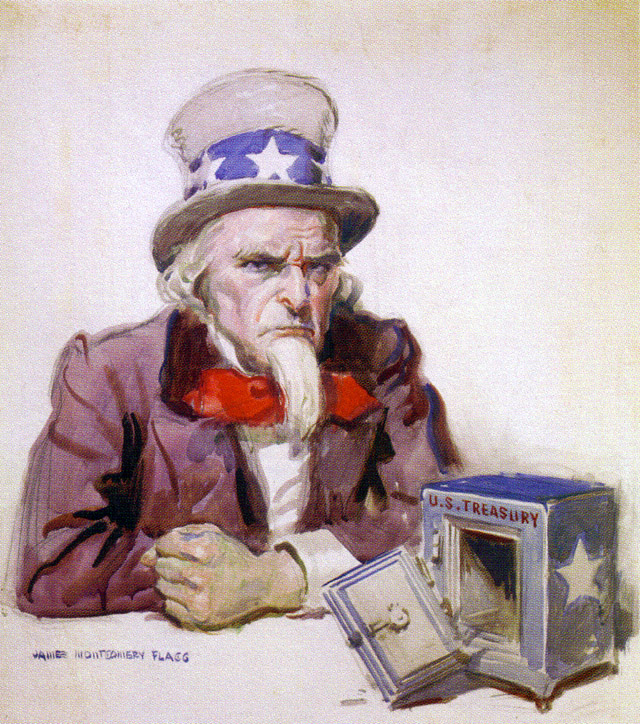
Caricatura dello Zio Sam con la cassaforte svaligiata.

Uno speculatore bellico è qualunque persona o organizzazione che trae spropositati profitti dalla guerra o vendendo armi ed altri beni alle parti in guerra. L'espressione è tipicamente pregna di connotazioni negative. La speculazione generica, da cui si trae un profitto esagerato, si verifica anche in tempo di pace. Un esempio di speculazione bellica sono gli shoddy millionaires che asseritamente vendevano lana riciclata e scarpe di cartone durante la Guerra di secessione americana. È stato detto che i moderni conglomerati industriali della difesa come Lockheed Martin, Boeing, BAE Systems, General Dynamics, Raytheon, ecc., non integrano né lo spirito della speculazione bellica né la relativa nozione legale, giacché il loro interesse principale è la sicurezza pubblica. Questo argomento si basa sull'influenza politica dell'industria della difesa, per esempio nel 2010 l'industria militare ha speso 144 milioni di dollari in lobbying e ha donato più di 22,6 milioni di dollari a candidati al Congresso, e ha prodotto grandi profitti per gli azionisti del settore nel periodo post-11 settembre.

## Storia

### Rivoluzione americana
Nel corso della Guerra d'indipendenza americana a causa del cibo scoppiarono numerosi tumulti contro i commercianti approfittatori: più di trenta nel periodo 1776—1779. Nel 1777 una folla di donne di Boston aggredì il commerciante Thomas Boylston, accusato di aver fatto incetta di caffè e zucchero per farne lievitare artificiosamente il prezzo, e ne saccheggiò le scorte. Ad East Hartford un gruppo di venti donne e tre uomini depredò un certo Mr. Pitkin di 218 libbre di zucchero. A Beverly (Massachusetts) una folla di 60 donne più qualche uomo obbligò i commercianti locali a vendere lo zucchero allo stesso prezzo, sia che si pagasse in banconote americane sia in monete d'oro.

### Rivoluzione industriale

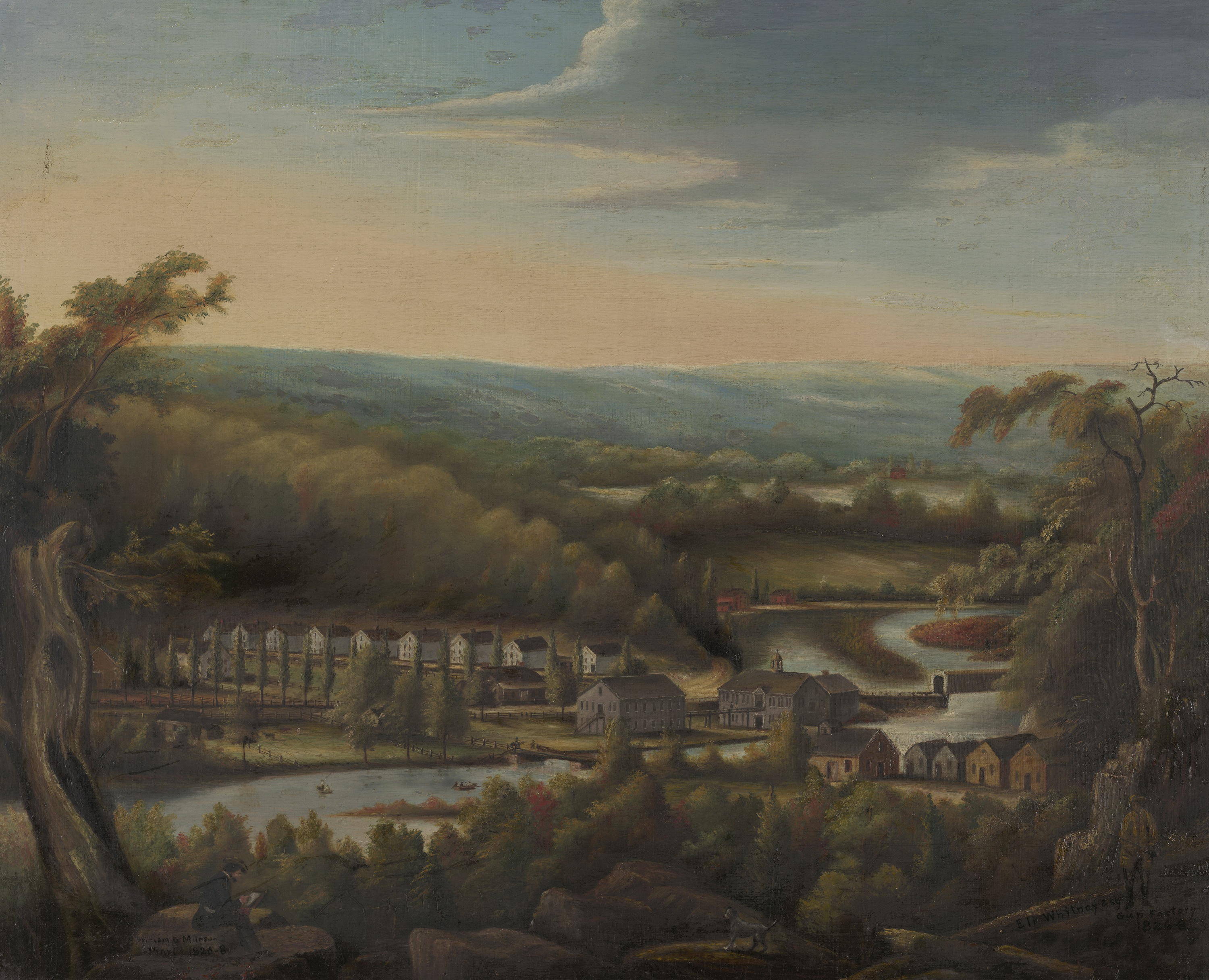
La fabbrica d'armi di Whitney nel 1827

Nel 1798, l'inventore americano Eli Whitney si aggiudicò un appalto del governo per costruire 10 000 moschetti in meno di due anni. Poiché non aveva prodotto nemmeno un moschetto, fu chiamato a Washington per giustificare come avesse speso fondi del Tesoro di fronte ad una commissione che comprendeva John Adams e Thomas Jefferson. Convinto di poter dimostrare che le parti intercambiabili erano una buona idea, Whitney ottenne ampio consenso e gli venne erroneamente attribuita l'invenzione di quella soluzione industriale. Però Merritt Roe Smith concluse che questa dimostrazione era stata inscenata fittiziamente marcando i pezzi in anticipo, sicché non erano intercambiabili come li si voleva mostrare. Alla fine Whitney riuscì a raggiungere l'obiettivo dei 10 000 moschetti con parti intercambiabili ad un costo relativamente basso negli otto anni seguenti, e raggiunse i 15 000 nei quattro anni successivi.

### Complesso militare-industriale e politico
Un esempio eccellente dell'impatto che le industrie produttrici di armi esercitano sulla politica americana è dato dal caso della Lockheed Martin che donò $75 000 al presidente dello House Armed Services Committee, rappresentante Mac Thornberry (repubblicano-Texas). Il rappresentante Thornberry fece in seguito approvare una legge attraverso la Camera dei rappresentanti che avrebbe recato vantaggio alla Lockheed Martin. La decisione era il risultato diretto dell'influenza di Lockheed Martin. Politico ha affermato che il rappresentante Thornberry è "il più elevato beneficiario complessivo di contributi di appaltatori fra tutti gli 89 membri degli House and Senate Armed Services Committees."

## Produzione contemporanea

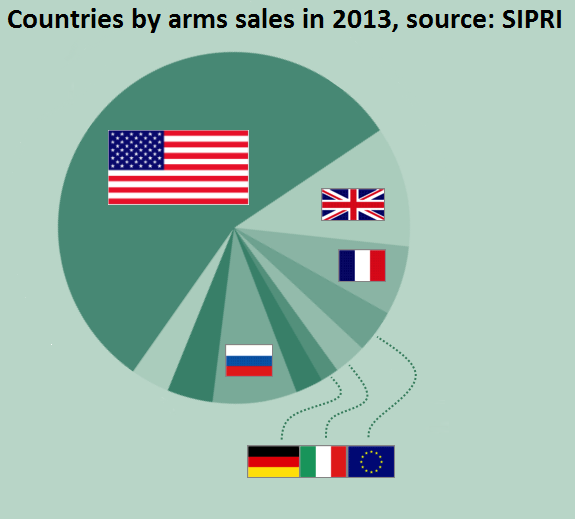
Quote di vendite di armi per Paese. Fonte: SIPRI.

Attualmente, gli Stati Uniti sono i più grandi produttori ed esportatori di armi del mondo, seguiti da Russia, Germania, Francia, Regno Unito e Cina, nell'ordine.

### Commercianti internazionali di armi
Collaborare con le autorità talvolta fa arricchire. La società Vickers di Basil Zaharoff vendeva armi a tutte le parti in conflitto nella Guerra del Chaco. Imprese come Opel e IBM sono state stigmatizzate per i loro rapporti con il Terzo Reich. Nel caso dell'IBM, sviluppò tecnologie utilizzate per contare, catalogare, e selezionare gli ebrei per poi sottoporli a confisca di beni, concentrazione in ghetti, deportazione, lavoro coatto, e, alla fine, annientamento.

#### Commercianti di commodity
La guerra di solito provoca una ridotta disponibilità di commodity, da cui conseguono prezzi più alti e maggiori ricavi. Quando si tratta di domanda e offerta in termini economici, il profitto è il fine più importante. Durante i conflitti la "roba da guerra" è oggetto di grande domanda, ed essa va soddisfatta. Prima dell'invasione dell'Iraq nel 2003, la produzione petrolifera era controllata dal governo iracheno, ed era preclusa alle compagnie occidentali. Nel 2014 la produzione irachena di petrolio era in mano a società private straniere.

#### Appaltatori privati
Le compagnie militari private, che comprendono gli appaltatori privati, sono imprese che forniscono contractors, armi e addestramento alle forze armate regolari, e si occupano di logistica e gestione delle basi. Più di recente, le compagnie impegnate ad affiancare le forze della coalizione nella Guerra in Iraq come Bechtel, KBR, Academi, già nota come Blackwater e Halliburton, sono state oggetto di aspre critiche perché accusate di farsi strapagare per i loro servigi. L'odierna compagnia militare privata è spesso additata come esempio conclamato di speculazione bellica. Sul versante opposto, società come Huawei, che aggiornò i sistemi di difesa aerea di Saddam tra le due guerre del Golfo, sono esposte ad accuse analoghe.

#### Operatori del mercato nero
Si può fare una distinzione tra approfittatori che guadagnano sfruttando la forza militare e quelli che guadagnano contribuendo alla guerra. Per esempio, durante la seconda guerra mondiale si potevano fare enormi profitti vendendo merci razionate come sigarette, cioccolata, caffè e burro sul mercato nero. Militari disonesti cui spettava la sorveglianza su beni di valore talvolta dirottavano merci razionate sul mercato nero. Questa accusa si può muovere ai professionisti medici e legali che accettano danaro per favorire i ragazzi che vogliono sfuggire al servizio di leva.

#### Traffico di esseri umani
Nelle zone di conflitto, a causa del conseguente esodo delle popolazioni, si evidenziano situazioni che favoriscono il traffico di esseri umani per le più diverse finalità tra le quali anche il fenomeno dei bambini soldato.

## Lo Stato
Benché la guerra inizialmente abbia l'obiettivo dell'espansione territoriale e di acquisire risorse, il Paese può anche trarne profitto politicamente e strategicamente, sostituendo i governi che non soddisfano i suoi interessi con governi di importanti alleati. Un esempio del genere è stato dato dalla CIA che sosteneva i contras fornendo loro le armi per compiere attacchi terroristici contro il governo nicaraguense tra la fine degli anni 1970 e i primi anni 1990.

### Politici
I personaggi politici che lucravano mazzette e favori da imprese interessate alla produzione bellica sono stati chiamati profittatori di guerra. Il primo Segretario alla Guerra di Abraham Lincoln, Simon Cameron, fu costretto a dimettersi nel 1862 dopo le accuse di corruzione legate ad appalti di guerra. Nel 1947 il parlamentare Andrew J. May, presidente del potente United States House Committee on Armed Services, si convinse ad accettare mazzette in cambio di commesse di guerra. Nel 1953 gli Stati Uniti iniziarono una missione clandestina per spodestare il governo del Guatemala guidato da Jacobo Arbenz Guzmán. Il processo iniziò con gli Stati Uniti che etichettavano il governo del Guatemala come governo comunista. Secondo William Blum la motivazione dell'intervento statunitense in Guatemala è che vi era stato spinto da lobbisti della United Fruit Company. La United Fruit Company aveva rilevanti proprietà in Guatemala, e quando il governo decise di competere con quella società il fatto non fu accettato. Numerosi esponenti politici di spicco erano in conflitto di interessi, come il Sottosegretario di Stato del presidente Eisenhower (già direttore CIA) Walter Bedell Smith che aspirava ad una posizione apicale nella società nel momento in cui organizzava l'intervento. Il colpo di Stato riuscì e la United Fruit Company mantenne i propri possedimenti in Guatemala, in tal modo mettendo al sicuro i suoi profitti. Questo è tipico delle imprese che videro protagonisti gli Stati Uniti ai tempi della Guerra Fredda generando speculazione bellica.
La speculazione bellica contemporanea tra i politici si è amplificata con le recenti guerre in Iraq e Afghanistan. Stando ad un articolo comparso su USA Today nel 2011, i principali 100 fornitori vendettero armi e servizi per un valore di 10 miliardi di dollari. Nell'ambito di questa colossale spesa per servizi si sviluppò il fenomeno chiamato "porta girevole". Ne è esempio il caso di William J. Lynn III. Nel 2010 fu individuato per fungere da "numero due" al Pentagono dopo essere stato un lobbista al servizio di Raytheon. Questo fatto esemplifica il processo per cui una persona entra a far parte del governo, poi viene ingaggiato come lobbista, e poi torna al governo. La "porta girevole" si manifesta ancor oggi.

### Ricerca scientifica
La guerra è un eccellente catalizzatore per la modernizzazione della tecnologia militare. Le tecnologie originariamente concepite per le forze armate hanno spesso anche un uso "civile". Stato e imprese beneficiano parimenti della ricerca scientifica. Un esempio famoso è Siri, l'assistente virtuale incorporato nei dispositivi Apple dal 4 ottobre 2011. Siri derivava da CALO, un progetto finanziato dal gruppo di sviluppo militare governativo, DARPA. CALO è un acronimo che sta per "Cognitive Assistant that Learns and Organizes" (assistente cognitivo che impara e organizza).

### Stati Uniti
Società come Halliburton sono state criticate nel contesto della Guerra in Iraq per aver dato l'impressione di approfittare della guerra.
Steven Clemons, importante analista della think tank New America Foundation, ha accusato l'ex Direttore della CIA James Woolsey di aver tratto profitto della Guerra d'Iraq, e di averla promossa.
Il Center for Public Integrity ha riferito che la senatrice USA Dianne Feinstein, che votò a favore della Authorization for Use of Military Force Against Iraq Resolution of 2002, e suo marito Richard Blum, stanno incassando milioni di dollari da appalti in Iraq e Afghanistan attraverso la di lui società, Tutor Perini Corporation.
L'appaltatore di guerra condannato Brent R. Wilkes si dice abbia esultato sentendo che gli Stati Uniti stavano entrando in guerra con l'Iraq. "Lui ed alcuni dei suoi dirigenti erano proprio al settimo cielo per la guerra," disse un ex dipendente. "Brent diceva che questo avrebbe creato nuove opportunità per la ditta. Era proprio impaziente di fare affari in Medio Oriente."
Lo War Profiteering Prevention Act of 2007 aveva lo scopo di stabilire sanzioni penali per gli speculatori bellici ed altri che sfruttavano le attività finanziate dal denaro dei contribuenti in Iraq ed ovunque nel mondo. Questa legge fu introdotta per la prima volta il 25 aprile 2007, ma non entrò mai in vigore. I casi di speculazione bellica sono trattati spesso ai sensi del False Claims Act (civile), promulgato nel 1863 per contrastare la speculazione bellica durante la Guerra di secessione (americana).
Il maggior generale USMC Smedley Butler criticò la speculazione bellica attuata dalle società americane durante la Prima guerra mondiale con il suo War Is a Racket. Raccontò in che modo alcune imprese piccole e grandi aumentarono i loro profitti fino al 1 700 per cento, e quante società consapevolmente vendettero agli USA attrezzature e dotazioni che non avevano alcun uso rilevante nell'azione bellica. In questo libro Butler affermava che "statistici, economisti e ricercatori hanno stimato che la guerra costò allo Zio Sam 52 miliardi di dollari. Di questa somma, 39 miliardi furono spesi nell'effettivo periodo di guerra. Questa spesa generò 16 miliardi di profitti."
Nella Guerra civile americana, i sospetti di speculazione bellica non erano limitati alle attività di pochi "shoddy" milionari del Nord. Nella Confederazione, dove le risorse esano assai scarse, e le ristrettezze erano comuni, la mera insinuazione di fare profitto era considerata un'accusa infamante. Il Quartermaster General della Georgia Ira Roe Foster tentò di aumentare la disponibilità di materiale per le truppe invitando le donne del suo Stato a confezionare 50 000 paia di calzini. La campagna dei calzini di Foster stimolò la fornitura dell'articolo molto richiesto, ma fu pure accolta da una certa dose di sospetto e reazioni negative. Fosse l'effetto di una campagna unionista di disinformazione, o l'opera di menti sospettose, rumor, che Foster smentì come "falsità maliziosa", fatto sta che iniziò a diffondersi la voce che Foster ed altri speculavano sui calzini. Si affermò che i calzini procurati fossero stati oggetto di compravendita, e non regalati alle truppe. L'accusa non era priva di precedenti. La storica Jeanie Attie nota che nel 1861, una "maldicenza particolarmente dannosa" (successivamente risultata veritiera) era circolata nel Nord, insinuando che l'esercito dell'Unione aveva acquistato 5 000 paia di calzini che erano stati donati, con l'intento di destinarli alle truppe, da un ente umanitario privato, la United States Sanitary Commission. Come la Sanitary Commission aveva fatto al Nord, Foster avviò una campagna propagandistica sui giornali della Georgia per combattere le deleterie calunnie e far sì che le donazioni di calzini continuassero. Offrì un milione di dollari a qualunque "cittadino o soldato che si presenterà a dimostrare di aver comprato da questo Dipartimento un calzino confezionato dalle signore o acquistato per distribuirlo a dette truppe."

#### Speculazioni sulla guerra d'Iraq
Uno dei principali speculatori sulla Guerra in Iraq fu la società di servizi per giacimenti petroliferi Halliburton. Halliburton guadagnò 39,5 miliardi di dollari in "appalti federali collegati alla guerra d'Iraq". Da più parti si è affermato che l'amministrazione Bush-Cheney avesse motivi di profitto per invadere l'Iraq nel 2003. Dick Cheney era stato amministratore delegato di Halliburton dal 1995 al 2000. Cheney sostenne di non aver più legami con quell'impresa anche se, stando ad un servizio della CNN, "Cheney
stava ancora ricevendo circa 150 000 dollari annui per pagamenti posticipati." Cheney si professò esente da conflitti d'interesse. Però il Congressional Research Office scoprì che Cheney deteneva 433 stock option di Halliburton mentre rivestiva la carica di vicepresidente USA.
Il candidato alle presidenziali 2016 Rand Paul citò l'intervista di Cheney con l'American Enterprise Institute in cui Cheney disse che invadere l'Iraq "sarebbe un disastro, costerebbe una follia, sarebbe una guerra civile, non avremmo via d'uscita… sarebbe una cattiva idea". Rand continua concludendo "ecco perché il primo Bush non entrò a Baghdad. Dick Cheney poi va a lavorare da Halliburton. Fa centinaia di migliaia di dollari — diventa amministratore delegato. In men che non si dica, ritorna al governo, andare in Iraq è una buona idea." Un'altra importante critica è la co-fondatrice di Huffington Post, Arianna Huffington. Disse Huffington, "Abbiamo il ragazzo immagine del capitalismo clientelare Bush-Cheney, Halliburton, coinvolto in questo. Dopotutto, sono quelli che hanno consolidato il pozzo."

## Cultura di massa
L'espressione "speculatore di guerra" evoca due stereotipi nella cultura di massa: il ricco uomo d'affari che vende armi ai governi, e il semi-criminale partecipante al mercato nero che vende merci ai cittadini comuni. Nei Paesi di lingua inglese, questo è particolarmente accostato alla Gran Bretagna nella seconda guerra mondiale. L'immagine dell'"uomo d'affari speculatore" implica l'influenza e il potere usato per provocare guerre per interesse personale, piuttosto che limitarsi a sfruttarle passivamente. All'indomani della prima guerra mondiale, sia la sinistra sia la destra sostennero l'esistenza di tali speculatori.
Il personaggio di fantasia Milo Minderbinder del romanzo Catch-22 è stato definito "forse il più noto di tutti gli speculatori di fantasia" nella letteratura americana.
Il fumetto L'orecchio spezzato della serie Le avventure di Tintin presenta un trafficante di armi chiamato Basil Bazarov che vende la sua merce ad entrambe le parti in conflitto. È un esempio riconoscibile di questo "tipo" umano, ed è deliberatamente ricalcato sul personaggio storico Basil Zaharoff.
Bertolt Brecht scrisse la commedia Madre Coraggio e i suoi figli come una condanna didattica della speculazione bellica.
Nel film del 1985 Signori, il delitto è servito, il colonnello Mustard è uno speculatore bellico che vende componenti radio rubate sul mercato nero.
Nel film Il terzo uomo c'è uno speculatore bellico chiamato Harry Lime, che ruba la penicillina dagli ospedali militari e la rivende sul mercato nero.
Il film Lord of War è una storia di fantasia ispirata allo speculatore bellico Viktor Bout, che vendeva illegalmente armi post-sovietiche a Liberia ed altre nazioni in conflitto.
Il gruppo The Suicide Machines nel 2005 pubblicò l'album War Profiteering Is Killing Us All.
Nel film del 2011 Sherlock Holmes - Gioco di ombre, il Professor Moriarty acquista quote di molte società che producono materiale bellico e trama per provocare una guerra mondiale allo scopo di arricchirsi.
Nell'anime Yu-Gi-Oh! Gozaburo Kaiba non viene veramente descritto come speculatore bellico (benché considerato un "cattivo", per quanto si sa tutte le sue azioni come venditore di armi sono legittime) ma il "cattivo" Dartz si camuffa da Gozaburo e vende armi all'esercito nemico di quello finanziato dal vero Gozaburo, inducendo alcune vittime del conflitto a credere che quest'ultimo sia uno speculatore bellico.
La canzone Masters of War di Bob Dylan tratta di speculazione bellica e complesso militare-industriale.
Nel film Star Wars: Gli ultimi Jedi, Finn, Rose Tico e BB-8 si recano a Canto Bight, una città costiera paradiso dei ricchi e dell'élite della galassia. In principio Finn è affascinato dallo sfarzo e dalla mondanità della città, finché Rose non lo informa che la maggior parte degli abitanti della città sono speculatori di guerra, che hanno fatto fortuna vendendo armi e navi al Primo Ordine e alla Resistenza. Inoltre, il personaggio DJ mostra a Finn ch il proprietario della nave su cui si trovano si è arricchito vendendo armi a "buoni" (la Resistenza) e "cattivi" (il Primo Ordine). DJ allora dice a Finn che "è tutto un meccanismo" e che deve "vivere libero, non abboccare."